# 让-克洛德·卡里埃
让-克洛德·卡里埃（法語：Jean-Claude Carrière，1931年9月17日—2021年2月8日），男，法国小说家、剧作家、演员、导演。曾获得欧洲电影学院终身成就奖。